# Ескалдес
Ескалдес (кат. les Escaldes) је град у Андори.

## Географија
Ескалдес је град који се налази у жупи Ескалдес-Енгордани. Налази се у близини главног града, Андоре ла Веље. Град према подацима из 2010. има 16920 становника.

## Историја
Назив Ескалдес потиче од великог броја термалних извора. Њихова температура се креће од 22°C до 66°C. Терминални извори су били познати још код Римљана који су их користили у медицинске сврхе.
У средњем веку место је било познато по текстилу. Производиле су се тканине и још неколико еснафа. Подручје је такође познато по традиционалном каталонском плесу, Санта Ана.

## Становништво
| Година       |
| Становништво |
| ------------ |